# Adapiformes
Los adapiformes son un grupo extinto de primates primitivos. Su hábitat se extendía por gran parte de la masa continental del norte, llegando por el sur hasta el norte de África y los trópicos de Asia. Los adapiformes existieron desde el Eoceno hasta el Mioceno. La mayoría de ellos se parecían a los actuales lémures.
Los adapiformes se conocen solo por registros fósiles, y no está muy claro si forman un grupo monofilético o parafilético. Se supone que son un clado, que suelen agruparse bajo el suborden Strepsirrhini (primates de nariz húmeda), lo que les haría ancestros de los lémures, y no en el suborden Haplorrhini (primates de nariz seca), que es el que incluye a los monos.
Caenopithecus lemuroides fue, en 1862, el primer adapiforme propiamente dicho que se describió; anteriormente en 1821 Cuvier había descrito la especie Adapis parisiensis, pero erróneamente le asoció algunas similitudes con los artiodáctilos. Actualmente cuenta con alrededor de 30 familias y 80 especies.
Franzen et al. (2009) ubicaron el género recién descrito Darwinius en los Adapidae, primates primitivos representantes de la diversificación de los primeros Haplorrhini, de modo que, en su opinión, los adapiformes no estarían dentro del linaje Strepsirrhini como hasta entonces estaba asumido, calificándolos de eslabón perdido entre Strepsirrhini y Haplorrhini.  Sin embargo, análisis posteriores del fósil Darwinius realizados por Erik Seiffert refutaron esta teoría, manteniendo la clasificación de Darwinius dentro de los Strepsirrhini.

## Clasificación
- Familia Notharctidae
  - Subfamilia Asiadapinae
    - Género Asiadapis
    - Género Marcgodinotius

  - Subfamilia Cercamoniinae
    - Género Anchomomys
    - Género Buxella
    - Género Darwinius
    - Género Donrussellia
    - Género Europolemur
    - Género Mahgarita
    - Género Mazateronodon
    - Género Mescalerolemur
    - Género Panobius
    - Género Periconodon
    - Género Pronycticebus

  - Subfamilia Notharctinae
    - Género Cantius
    - Género Copelemur
    - Género Hesperolemur
    - Género Notharctus
    - Género Pelycodus
    - Género Smilodectes

- Familia Sivaladapidae
  - Género Kyitchaungia
  - Género Paukkaungia
  - Género Siamoadapis
  - Género Sivaladapis

- Familia Adapidae
  - Género Adapis
  - Género Adapoides
  - Género Afradapis
  - Género Leptadapis
  - Género Godinotia

- Incertae sedis
  - Género Djebelemur Hartenberger & Marandat, 1992
  - Género Lushius Chow, 1961
  - Género Muangthanhinius Marivaux, Chaimanee, Tafforeau & Jaeger, 2006
  - Género Omanodon Gheerbrant, Thomas, Roger, Sen & Al-Sulaimani, 1993
  - Género Panobius Russell & Gingerich, 1987
  - Género Shizarodon Gheerbrant, Thomas, Roger, Sen & Al-Sulaimani, 1993
  - Género Sulaimanius Gunnell, Gingerich, Bloch & Clyde, 2012